# Turbulador

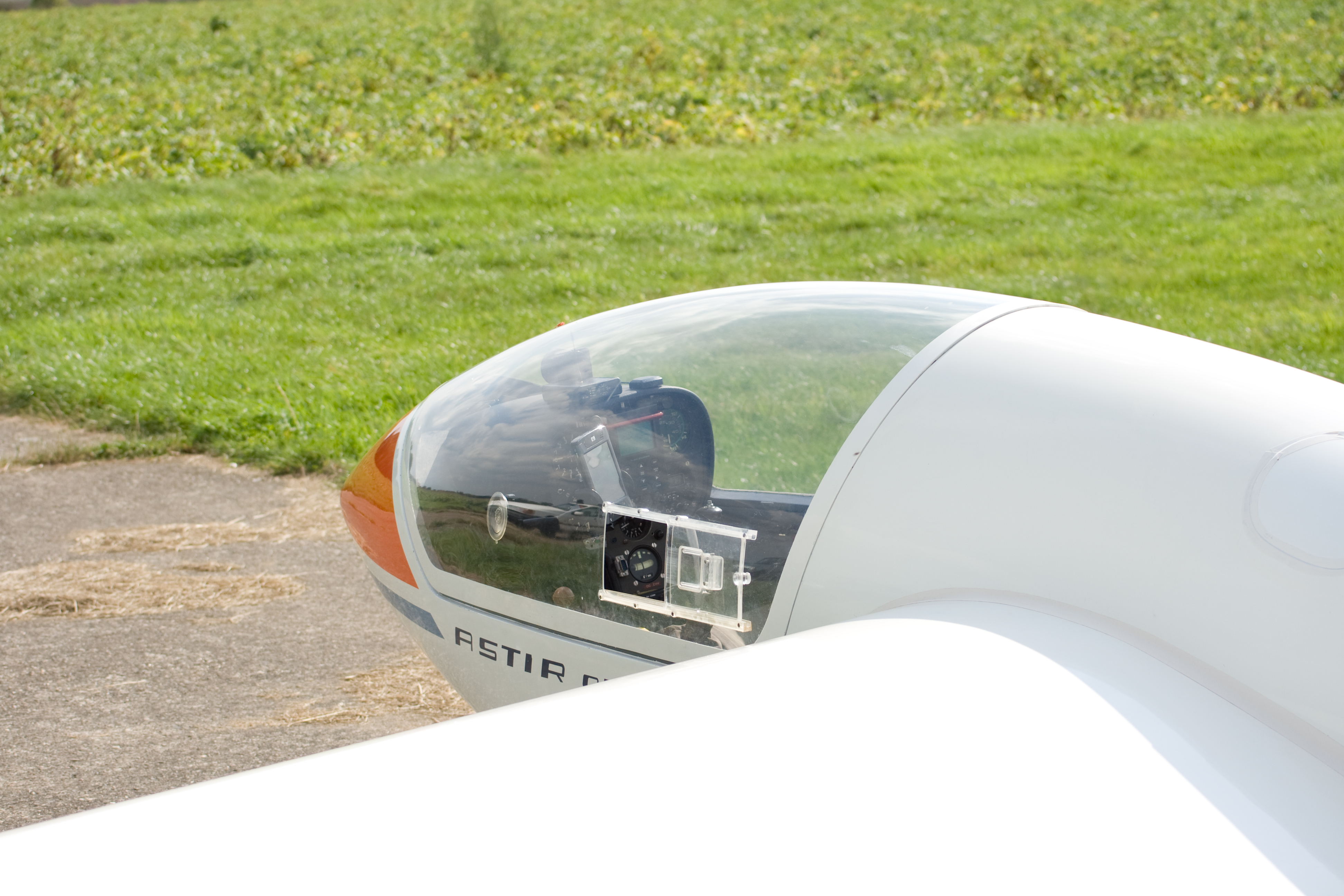

Um turbulador é um dispositivo que transforma um fluxo laminar em um fluxo turbulento. O fluxo turbulento pode ser desejado em partes da superfície da asa de avião (aerofólio) ou em aplicações industriais, tais como permutadores de calor e na mistura de fluidos. O termo “turbulador” é aplicado a uma variedade de aplicações e é utilizado como um derivado das palavras turbulenta ou turbulência. No entanto, a palavra (originalmente no inglês turbulator) não tem significado comumente aceito técnica ou cientificamente. Como tal, ela foi aprovada como uma marca registrada nos EUA e outros países em conjunto com peças de máquinas usadas dentro de tambores rotativos, esterilizadores, fornos, equipamentos de transferência de calor, máquinas de mistura e peletização, e os circuladores e ventiladores de desestratificação de ar para usos em horticultura e agricultura, entre outros.